# Gjest Baardsen

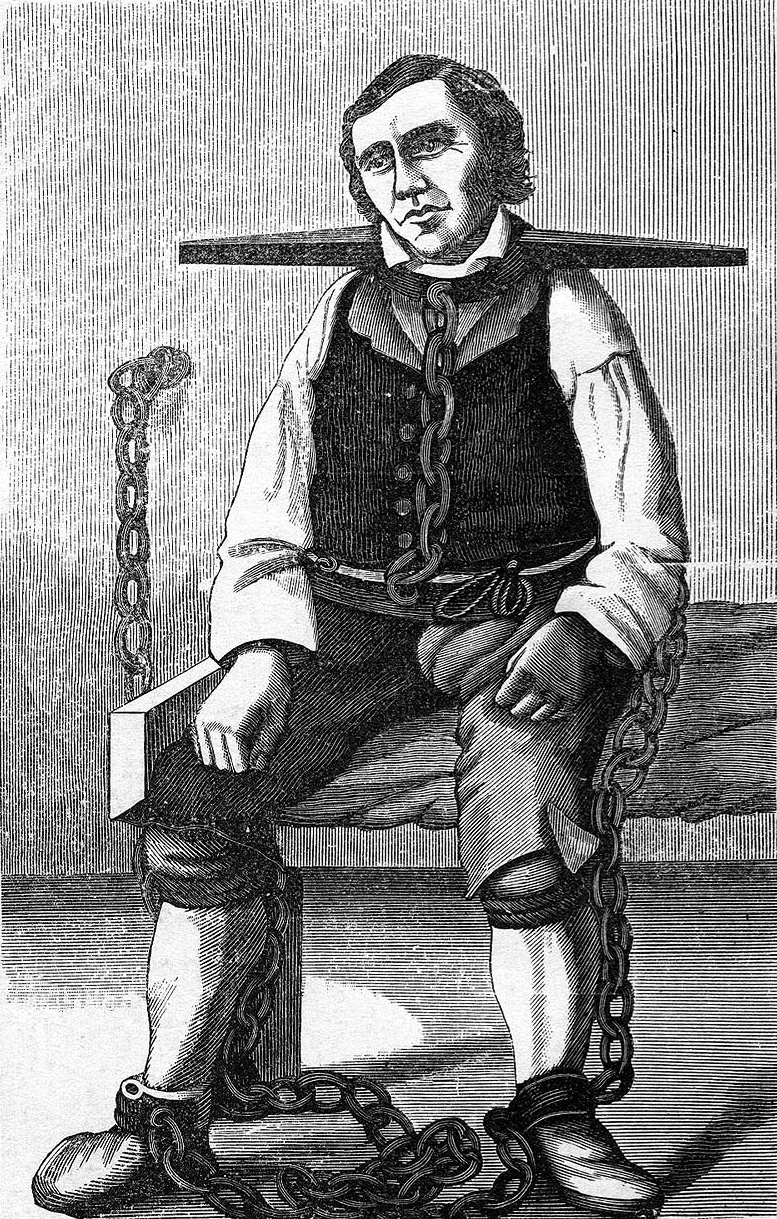
Gjest Baardsen som fånge

Gjest Baardsen, född den 13 april 1791 i Sogndal, Norge, död 13 maj 1849, var en norsk mytomspunnen brottsling. Han dömdes 1827 till livstids straffarbete. Straffet avtjänade Baardsen på Akershus fästning. Under sin tid som fästningsfånge skrev han böcker. Efter benådning och frigivning 1845 tillbringade Baardsen resten av sitt liv som kringresande bokförsäljare. Böckerna hade han skrivit själv.
Till att göra Baardsen känd för en bred allmänhet bidrog en långfilm från 1939, där Alfred Maurstad spelade rollen som Baardsen.  